# 上高地温泉

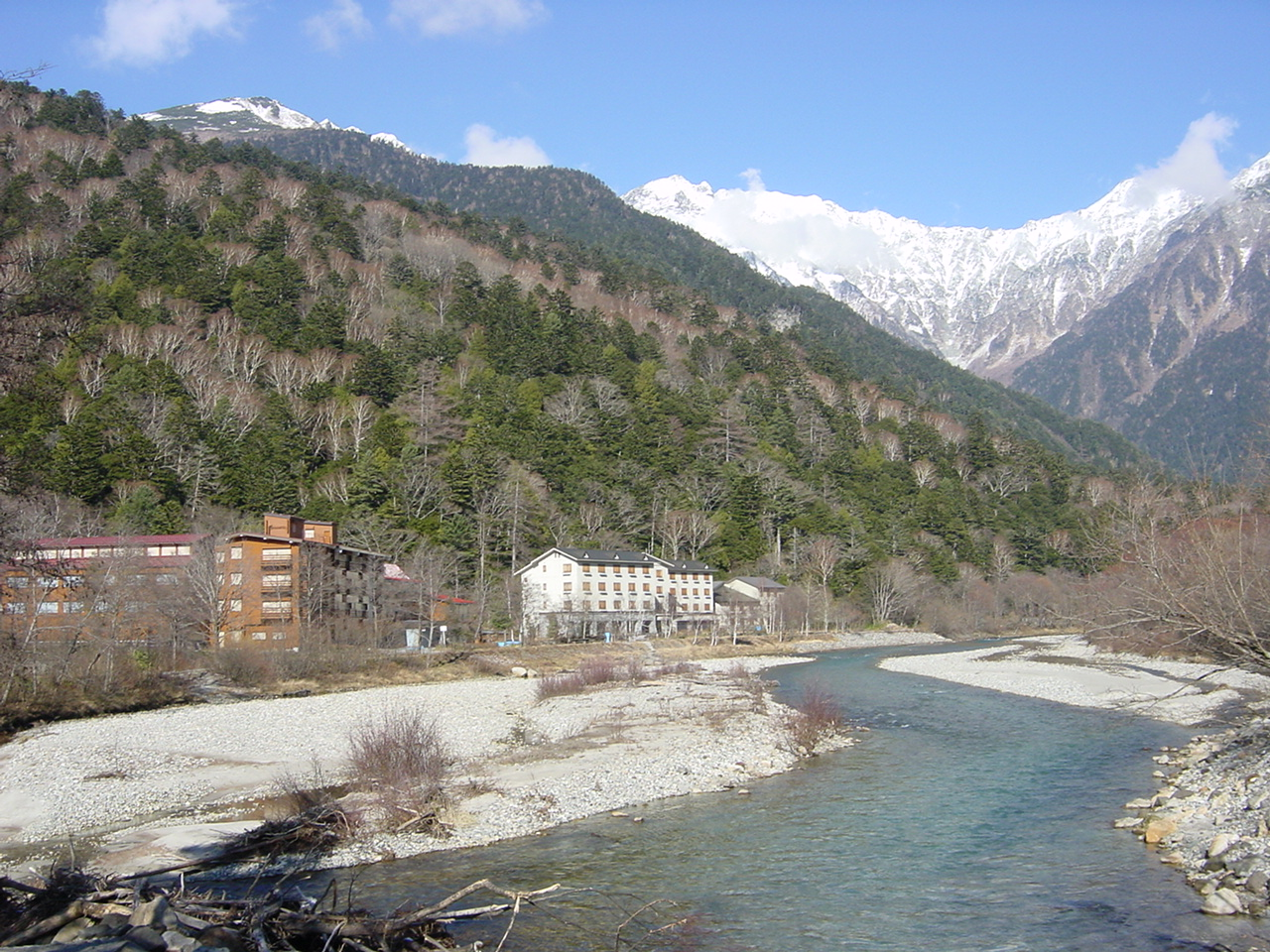
田代橋から見た上高地温泉

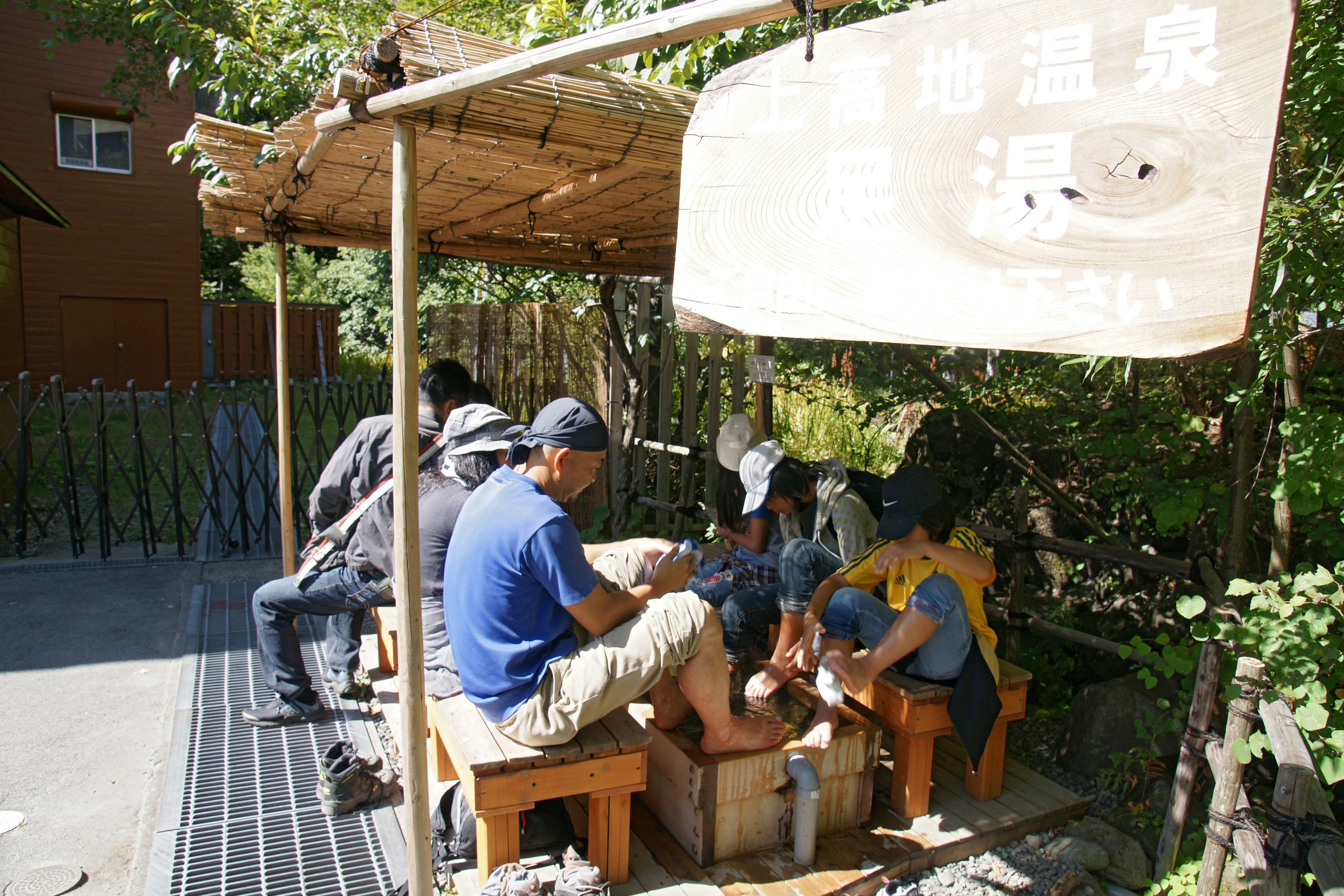
上高地温泉ホテルにある足湯

上高地温泉（かみこうちおんせん）は、長野県松本市安曇（旧国信濃国）上高地の梓川右岸にある温泉。

## 泉質
- 単純硫化水素泉

## 温泉街
焼岳を源泉とする出湯。2軒のホテルが存在する。営業期間は4月後半から11月中旬で、それ以外の期間は閉鎖される。
- 上高地温泉ホテル
- 上高地ルミエスタホテル（旧･上高地清水屋ホテル）

## 歴史
- 江戸時代後期に上口湯屋という温泉場が存在していたが、この跡地が1887年、『上高地温泉場』として宿泊営業を開始し、1904年に上高地温泉株式会社（現在の上高地温泉ホテル）が設立された。後に上高地清水屋ホテルも営業開始。
- 芥川龍之介、若山牧水、斎藤茂吉、高村光太郎、窪田空穂らが滞在したことがある。

## アクセス
- 鉄道：アルピコ交通上高地線（通称・松本電鉄）新島々駅よりバス約70分で上高地帝国ホテル前バス停、バス停より徒歩7分。

- ※上高地の中心河童橋からは梓川の遊歩道を使い、徒歩20分程度の所にある。標高約1,500 mに位置する。その東隣には、日本アルプスを世界中に紹介したウォルター・ウェストン碑がある。